# Hanna Bennison
Hanna Bennison (Lomma, 16 oktober 2002) is een voetbalspeelster uit Zweden. Ze speelt als middenvelder voor Real Madrid in de Primera División.

## Clubcarrière
Bennison begon haar carrière bij GIF Nike in haar geboorteplaats Lomma. 
In de 2018 maakte Bennison de overstap naar de jeugdopleiding van FC Rosengård. In april 2018 maakte Bennison op 15-jarige leeftijd haar debuut voor FC Rosengård in de Damallsvenskan door in te vallen tegen IFK Kalmar. Ze kwam tot 4 wedstrijden in dat seizoen.
In 2019 speelde Bennison 18 wedstrijden en maakte ze drie goals waarmee ze een bijdrage leverde aan het landskampioenschap van FC Rosengård. Ondanks interesse van Olympique Lyon bleef Bennison in Malmö om haar school af te kunnen maken.
In het seizoen 2020 kwam Bennison door blessures en een besmetting van het Coronavirus niet veel aan spelen toe.
In augustus 2021 maakte Bennison de overstap naar Everton WFC. Voor deze club maakte ze haar debuut in de Super League op 4 september 2021 in een thuiswedstrijd tegen Manchester City.
Op 3 juli 2024 werd bekend dat Bennison per direct de overstap maakt naar het Italiaanse Juventus FC. Na twee jaar volgde een transfer naar het Spaanse Real Madrid.

## Statistieken
| Seizoen | Club         | Land     | Competitie              | Wedstrijden | Doelpunten |
| ------- | ------------ | -------- | ----------------------- | ----------- | ---------- |
| 2018    | FC Rosengård | Zweden   | Damallsvenskan          | 10          | 0          |
| 2019    | FC Rosengård | Zweden   | Damallsvenskan          | 18          | 3          |
| 2020    | FC Rosengård | Zweden   | Damallsvenskan          | 14          | 3          |
| 2021    | FC Rosengård | Zweden   | Damallsvenskan          | 12          | 2          |
| 2021/22 | Everton WFC  | Engeland | FA Women's Super League | 22          | 1          |
| 2022/23 | Everton WFC  | Engeland | FA Women's Super League | 21          | 3          |
| 2023/24 | Everton WFC  | Engeland | FA Women's Super League | 20          | 1          |
| 2024/25 | Juventus FC  | Italië   | Serie A                 | 23          | 1          |
| 2025/26 | Real Madrid  | Spanje   | Primera División        | 0           | 0          |
| Totaal  | Totaal       | Totaal   | Totaal                  | 134         | 14         |

Laatste update: 2 juli 2025

## Interlandcarrière
Bennison maakte haar debuut voor Zweden op 7 november 2019 in een 2-3 verloren wedstrijd tegen Verenigde Staten.
Bennison werd geselecteerd voor het EK 2022 in Engeland waarin Zweden tot de halve finales reikte. Hier was het gastland Engeland met 4-0 te sterk was. Bennison speelde alle vijf wedstrijden en scoorde de belangrijke 2-1 in het tweede groepsduel tegen Zwitserland die dankzij Bennison met die score werd gewonnen.
Bondscoach Peter Gerhardsson riep Bennison ook op voor het Wereldkampioenschap voetbal vrouwen 2023 in Australië en Nieuw-Zeeland. Zweden reikte tot de halve finale waarin Spanje met 1-2 te sterk was. In de troostfinale werd nog wel afgerekend met gastland Australië waardoor Zweden de bronzen plak won. Bennison kwam vier wedstrijden in actie.
In 2025 werd Bennison geselecteerd voor deelname aan het EK 2025.